# 天主教索科托教區
天主教索科托教區 （拉丁語：Dioecesis Sokotoensis）是尼日利亞一個羅馬天主教教區，屬卡杜納總教區。
教區的前身是一個宗座監牧區，成立於1953年6月29日，1964年6月16日升為教區。
教區包括索科托州、卡齊納州、扎姆法拉州和凱比州共四州。2004年有教友60,554人（佔轄區人口0.5%）、十四個堂區、三十五名司鐸。現任教區主教為瑪竇‧哈桑‧庫卡。